# Zahn McClarnon
Zahn McClarnon, né le 24 octobre 1966 à Denver (Colorado), est un acteur américain d'origine autochtone et irlandaise. 
Il est surtout connu pour ses rôles de Mathias, le chef de la police, dans la série policière Longmire, Hanzee Dent dans la deuxième saison de Fargo et Akecheta dans la deuxième saison de Westworld.

## Filmographie

### Cinéma
- 1994 : Silent Fall : l'adjoint Bear
- 1997 : Dusting Cliff 7 : Louis
- 2001 : MacArthur Park : un membre de gang à vélo
- 2002 : Skins : Elton Blue Cloud
- 2002 : Spirit, l'étalon des plaines (Spirit: Stallion of the Cimarron) : un ami de Petit-Nuage (voix)
- 2007 : Searchers 2.0 : Rusty Frobisher
- 2009 : Not Forgotten : Calvo
- 2009 : Repo Chick : Dave le sauvage
- 2009 : Down for Life : Grim
- 2011 : Cavale aux portes de l'enfer : Quanah Parker
- 2011 : Yellow Rock : Looks First
- 2012 : Resolution : Charles
- 2013 : Awful Nice : Romulus
- 2013 : Bloodline : Jack
- 2013 : I'm in Love With a Church Girl : Jessie
- 2013 : The Cherokee Word for Water : Adjoint Jackson
- 2013 : Halfway to Hell de Richard Friedman : Bobby
- 2014 : Strike One : Muerto
- 2015 : Mekko : Bill
- 2015 : Bone Tomahawk : le professeur
- 2016 : In Embryo : Michael
- 2016 : Neither Wolf Nor Dog : Billy
- 2018 : Braven, la traque sauvage : Hallett
- 2019 : Doctor Sleep : Crow Daddy
- 2019 : Hell on the Border : Sam Sixkiller
- 2019 : Togo : Tulimak
- 2020 : The Silencing : Blackhawk
- 2021 : American Nightmare 5 : Sans Limites (The Forever Purge) : Chiago
- 2023 : Le Challenge (No Hard Feelings) : Gabe Sawyer

### Télévision
- 1992 : Tequila and Bonetti : un enfant hispanique
- 1992 : Alerte à Malibu (Baywatch) : Bear Sutter
- 1993 : In Living Color : un amérindien (2 épisodes)
- 1993 : Murphy Brown : l'homme #3
- 1993–1997 : Docteur Quinn, femme médecin : Walks on Cloud / Red Deer (5 épisodes)
- 1994 : Le rebelle : Jimmy
- 1994 : Caraïbes offshore : Billy Cyprus
- 1995: Happily Ever After: Fairy Tales for Every Child : le loup gris (voix)
- 1995–2000 : Walker, Texas Ranger : Red Bird / Little Bear (2 épisodes)
- 1996 : The Lazarus Man : Nakai
- 1996–1997 : Esprits rebelles : Carlos Montalvo (3 épisodes)
- 1997 : Chicago Hope : George Burroughs
- 1997 : NYPD Blue : Hector Villanueva
- 2001 : FreakyLinks : Buckner Fulsom
- 2002 : La Vie avant tout (Strong Medicine) : Joe Lavadour
- 2004–2007 : The Shield : Octavio / Avila (2 épisodes)
- 2005 : Into the West : Running Fox (3 épisodes)
- 2007 : Saving Grace : Ames Blackbird
- 2008 : Comanche Moon : Ermoke
- 2009 : Life : Tomas Shasta
- 2009 : Freedom Riders
- 2010 : God in America : Po'pay
- 2010 : Médium : Alex Keeswood
- 2011–2012 : Ringer : Bodaway Macawi (8 épisodes)
- 2012–2017 : Longmire : Officer Mathias (29 épisodes)
- 2012 : Castle : Ray Horton
- 2014 : The Red Road : Mike Parker (4 épisodes)
- 2015 : Fargo : Hanzee Dent (9 épisodes)
- 2016–2017 : Frontier : Samoset (3 épisodes)
- 2017 : Timeless : Grant Johnson
- 2017–2019 : The Son : Toshaway (20 épisodes)
- 2017 : Midnight, Texas : Zachariah
- 2018 : Westworld : Akecheta  (6 épisodes)
- 2018 : Reine du Sud (Queen of the South) : Taza (4 épisodes)
- 2019 : Drunk History : Adam Fortunate Eagle
- 2019 : Robot Chicken : Boule de neige (voix)
- 2020 : Barkskins : Yvon (8 épisodes)
- 2021-2023 : Reservation Dogs : Officier Big (10 épisodes)
- 2021 : Hawkeye : William Lopez (4 épisodes)
- 2022 : Dark Winds : Joe Leaphorn (6 épisodes)
- 2023 : Castlevania : Nocturne : Olrox (voix)

#### Téléfilms
- 1996 : Grand Avenue : Eric
- 1996 : Crazy Horse, le plus grand d'entre nous : Little Big Man
- 1998 : A Town Has Turned to Dust : Tommy Tall Bear
- 1999 : Lakota Moon : Sky Walker
- 2003 : Projet Momentum : Hawk
- 2006 : Les Aventures de Flynn Carson : Le Trésor du roi Salomon : Tommy Yellow Hawk
- 2013 : Big Thunder : Sheriff Parker